# Pedro Infante
José Pedro Infante Cruz (Mazatlán, 18 novembre 1917 – Mérida, 15 aprile 1957) è stato un cantante e attore messicano.
È forse il più famoso attore e cantante dell'"epoca d'oro" del cinema messicano. Lui, Jorge Negrete e Javier Solís erano soprannominati i Tres Gallos Mexicanos Ferula  (i tre galli messicani ferula ). Era nato a Mazatlán, nello stato di Sinaloa, ma crebbe a Guamúchil e per questo era anche conosciuto come l'"idolo di Guamúchil". Morì a Mérida, nello Yucatán, in un incidente aereo, ai comandi di un velivolo che lui stesso pilotava verso Città del Messico.
Dal 1939 apparve in più di 60 film e a partire dal 1943 incise circa 350 canzoni. Per la sua interpretazione nel film Tizoc, vinse l'Orso d'Argento come miglior attore protagonista al Festival di Berlino, nel 1957; mentre il film si aggiudicò il Golden Globe, a Hollywood, nel 1958, come miglior film straniero.
Il suo successo più noto in Italia è Angelitos negros, del 1948, tradotto in Angeli negri e lanciato da Don Marino Barreto Junior nel 1959 e ripresa anche da Fausto Leali nel 1968.
Quattro statue sono state erette in suo onore. Una a Città del Messico, fatta con il bronzo di migliaia di chiavi donate dai suoi fan e raccolte su appello di un'emittente radiofonica. Un'altra dove morì, a Mérida, nello Yucatán, sempre con il bronzo delle chiavi donate dal popolo. La terza nella sua città natale, Mazatlán, dove Pedro Infante è rappresentato a bordo di una motocicletta, in ricordo del suo ruolo nel film A.T.M. A toda máquina! e nel suo seguito ¿Qué te ha dado esa mujer?. L'ultima è nella piazza principale di Guamúchil, la sua città adottiva.

## Biografia
Figlio di Delfino Infante García e di Refugio Cruz Aranda, era il terzo di quattordici fratelli, di cui solo nove erano sopravvissuti. Il padre era musicista e suonava il contrabbasso in una banda oltre a possedere un negozio e una falegnameria. Fin da adolescente, Pedro dimostrò talento per la musica e imparò a suonare in breve tempo strumenti a corda, a fiato e percussioni. Appoggiato dal padre, studiò chitarra con Carlos R. Hubbard e prese lezioni di canto.
Sposò María Luisa León, e la moglie, che era economicamente benestante, lo convinse ad andare a vivere a Città del Messico dove avrebbe più facilmente potuto mettere a frutto il suo talento.
A Città del Messico interpretò le canzoni di Alberto Cervantes (Alberto Raúl Cervantes González), José Alfredo Jiménez, Cuco Sánchez, Tomás Méndez, Rubén Fuentes e Salvador Flores Rivera (Chava Flores). La sua prima incisione fu El Soldado Raso, il 19 novembre 1943.
Dopo la prima apparizione sullo schermo nel film En un burro tres baturros, ed altri piccoli ruoli secondari, ebbe il ruolo di protagonista nella pellicola La feria de las flores, del 1943.
Dalla sua relazione con la ballerina Lupita Torrentera ebbe tre figli: Graciela Margarita, Pedro e Guadalupe Infante Torrentera. E da Irma Dorantes, una giovanissima attrice che conobbe quando lei aveva solo 16 anni, un'altra figlia, Irma Infante, che ha seguito le orme paterne diventando attrice e cantante.

## Carriera cinematografica
Negli anni quaranta, la massiccia migrazione dei contadini verso le città (fondamentalmente Città del Messico) per portare mano d'opera alle nascente industria manifatturiera, trasformò il Messico da paese rurale a urbano. Sorsero i quartieri dei lavoratori e il cinema trovò un'icona di  identificazione con la nuova classe operaia urbana in Pedro Infante, con il suo personaggio di Pepe il Toro nella trilogia melodrammatica Nosotros los pobres (1947), Ustedes los ricos (1948) e Pepe El Toro (1952) con Evita Muñoz "Chachita" quale interprete femminile, tutti con la regia di Ismael Rodríguez.
Fu proprio con il personaggio di Pepe il Toro, il povero falegname con il marcato accento della capitale, che Pedro Infante eguagliò la popolarità di celebrità dell'epoca quali Mario Moreno "Cantinflas", Fernando Soler e persino Jorge Negrete e María Félix.
Nella migrazione era insita la nostalgia per la vita rurale, la popolarità per la musica ranchera e l'idealizzazione del charro (il cowboy messicano), ruolo che Infante aveva ricoperto in pellicole quali: Los tres García e Vuelven los García, del 1946, a fianco dell'attrice Sara García e per la regia di Ismael Rodríguez Ruelas; e, più tardi, in Ahí viene Martín Corona (1951) e Los hijos de María Morales (1952).
Una delle sue migliori interpretazioni fu per il film Sobre las olas (1950), basato sulla vita di Juventino Rosas, compositore messicano del celebre valzer del titolo (Sulle onde). Le doti musicali di Pedro contribuirono non poco alla realizzazione del personaggio. La regia era di Ismael Rodríguez Ruelas che diresse anche, nel 1952, Dos tipos de cuidado dove si ritrovavano fianco a fianco i due idoli dell'epoca: Pedro Infante e Jorge Negrete.
Un punto importante nella carriera di attore di Pedro Infante fu ottenere il Premio Ariel dell'Accademia Messicana di Arti e Scienze Cinematografiche come miglior attore per il suo ruolo nel film La vida no vale nada.
Per il suo penultimo film, Tizoc, del 1956, a fianco di María Félix, ottenne l'Orso d'Argento al Festival del Cinema di Berlino come miglior attore protagonista. Il premio gli fu conferito postumo.

## Interpretazioni canore
Ha interpretato canzoni di vario genere: valzer, cha cha cha, tradizionale messicano, ranchera e bolero ed è stato uno dei più popolari cantanti di musica mariachi e ranchera. Rese popolare il cosiddetto "bolero ranchero" che riunisce i due generi musicali.
Tra le sue interpretazioni più popolari ricordiamo: Amorcito Corazón (di Manuel Esperón) , Te quiero así, La que se fue, Corazón, El durazno, Dulce patria, Maldita sea mi suerte, Así es La vida, Mañana Rosalía, Mi Cariñito, Dicen que soy mujeriego, Carta a Eufemia, Nocturnal, Cien Años, Flor sin retoño, Pénjamo, e ¿Qué te ha dado esa mujer?.
La famosissima Bésame mucho, composta da Consuelo Velázquez, fu l'unica che incise in inglese e la interpretò nel film A toda máquina (A.T.M.) con Luis Aguilar, nel 1951.
Era spesso accompagnato da grandi complessi musicali dell'epoca, quali: il Mariachi Vargas de Tecalitlán, l'orchestra di Noé Fajardo, il Trío Calaveras e il chitarrista Antonio Bribiesca. Era già famoso il caratteristico grido mariachi da lui creato.

## Filmografia
- El organillero (1939)
- En un burro tres baturros (1939)
- Puedes irte de mí (1940)
- Jesusita en Chihuahua (1942)
- La razón de la culpa (1942)
- La feria de las flores (1942)
- Arriba las mujeres (1943)
- Cuando habla el corazón (1943)
- ¡Viva mi desgracia! (1943)

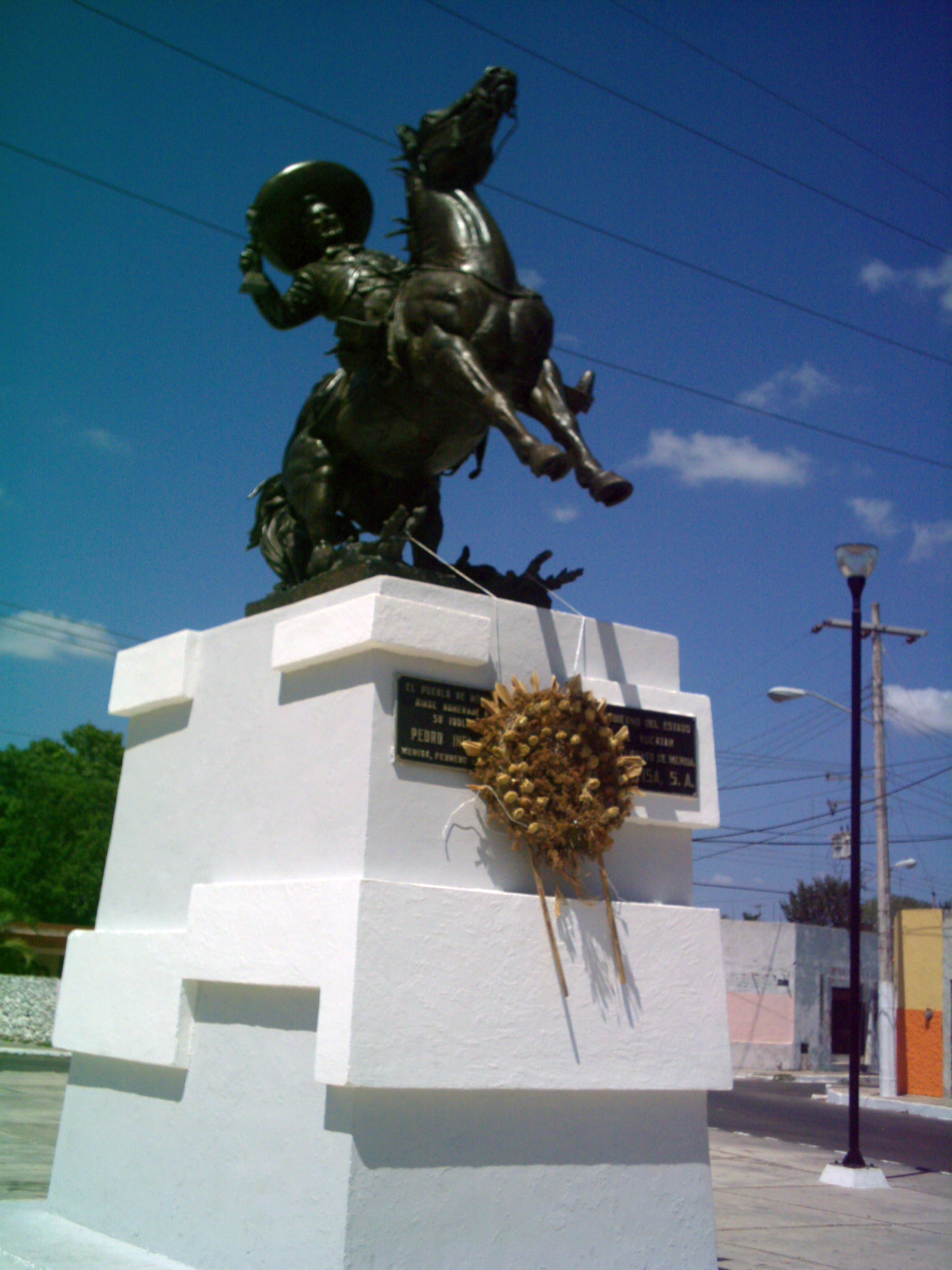
Statua equestre di Pedro Infante Cruz a Mérida, Yucatán

- Mexicanos al grito de guerra (1943)
- Escándalo de estrellas (1944)
- Cuando lloran los valientes (1945)
- Si me han de matar mañana (1946)
- Los tres García (1946)
- Vuelven los García (1946)
- Soy charro de Rancho Grande (1947)
- Nosotros los pobres (1947)
- La barca de oro (1947)
- Cartas marcadas (1947)
- Ustedes los ricos (1948)
- Dicen que soy mujeriego (1948)
- Los tres huastecos (1948)
- Angelitos negros (1948)
- No desearás la mujer de tu hijo (1949)
- La oveja negra (1949)
- La mujer que yo perdí (1949)
- El seminarista (1949)
- Sobre las olas (1950)
- El gavilán pollero (1950)
- Las mujeres de mi general (1950)
- También de dolor se canta (1950)
- Islas Marías (1950)
- A.T.M. A toda máquina! (1951)
- ¡¿Qué te ha dado esa mujer?! (1951)
- Ahí viene Martín Corona (1951)
- Necesito dinero (1951)
- El enamorado (1951)
- Ahora soy rico (1952)
- Dos tipos de cuidado (1952)
- Por ellas aunque mal paguen (1952)
- Un rincón cerca del cielo (1952)
- Ansiedad (1952)
- Sí, mi vida (1952)
- Había una vez un marido (1952)
- Pepe el Toro (1952)
- Los hijos de María Morales (1952)
- Gitana tenías que ser (1953)
- Reportaje (1953)
- Cuidado con el amor (1954)
- Los gavilanes (1954)
- Pueblo, canto y esperanza (1954)
- La vida no vale nada (1954)
- Escuela de vagabundos (1954)
- El mil amores (1954)
- Escuela de música (1955)
- La tercera palabra (1955)
- El inocente (1956)
- Pablo y Carolina (1956)
- Tizoc (1957)
- Escuela de rateros (1957)

## Premi e riconoscimenti

### Festival di Berlino
- 1957: - Orso d'argento per il miglior attore per Tizoc

### Premio Ariel
- 1956: - Miglior attore per La vida no vale nada[11]

## Curiosità
Nel film di animazione 3D Coco della Disney-Pixar le fattezze del personaggio di Ernesto de la Cruz sono in omaggio a Pedro Infante.